# William Slim
William Slim, (født 6. August 1891, død 14. December 1970), 1st Viscount Slim, KG, GCB, GCMG, GCVO, GBE, DSO, MC KStJ, var en britisk officer i den engelske- og indiske hær [1914 – 1948 henholdsvis 1949 – 1952], med slutrang som feltmarskal samt den 13. generalguvernør i Australien, (1953 - 1959).
Slim deltog i både første- og anden verdenskrig hvor han blev såret i kamp tre gange.
Under anden verdenskrig var Slim øverstkommanderende for den 14. arme i Felttoget i Burma.

## Aktiv kampdeltagelse
Slim deltog aktivt i nedenstående slag og kampagner:

### Første verdenskrig
- Slaget ved Gallipoli
- Slaget i Mesopotamien

### Anden verdenskrig

#### Afrika
- Felttoget i Østafrika

#### Middelhavet og mellemøsten
- Engelsk-irakiske krig
- Fetoget Libanon - Syrien
- Anglo – sovjetiske invasion af Iran

#### Burma
- Felttoget i Burma
  - Slaget om Kohima

## Generalguvernør
Slim var generalguvernør i Australien fra den fra 8. maj 1953 til 2. februar 1969.

## Dekorationer og udmærkelser
- Hosebåndsordenen
- Order of the Bath
- Sankt Mikaels og Sankt Georgs orden
- Royal Victorian Order
- Order of the British Empire
- Distinguished Service Order
- Military Cross
- Britiske Johanniterorden
- Legion of Merit (USA)

## Trivia
Mange historikere betragter Slim, som Anden Verdenskrigs dygtigste britiske general, blandt andet siger historikeren Max Hastings:
Hårdfør og klog Ghurka-officer der i sidste ende skulle vise sig at være Storbritanniens dygtigste general under Anden Verdenskrig 
samt Slim som var chef for Fjortende Armé i Burma var sandsynligvis den dygtigste britiske general under krigen